# 須田珠理
須田 珠理（すだ じゅり、1964年10月14日 - ）は、日本のテレビキャスター。

## 略歴
神奈川県横浜市出身。
慶應義塾大学文学部フランス文学科卒業。大学生時代は体育会テニス部に所属。元々アナウンサーに興味があったわけではなく、本人曰く学校の授業で教科書を音読するのも恥ずかしいタイプで、テレビはもちろん、モデル経験なども一切なかったが、ブリヂストンスポーツの社長秘書として勤務していた1987年年末頃、商社マンの父親とゴルフ中に、フジテレビの『プロ野球ニュース』の編集長だった浜口哲夫にスカウトされ（ゴルフ場の支配人を通じて彼女の父親に話が伝わり）、1988年4月1日にプロ野球ニュースでテレビ界にデビューした。この選考理由について、本人は「（プロ野球ニュースを見る世代の）お父さんたちが帰宅してテレビをつけても、そこに出て来たのが強いイメージの女性では癒されないから、普通の子を出した方が良かったそうで、そこで休日に父とゴルフをしている自分が目に入って『それだけでOK』みたいな感じになった」と話している。その当時は野球の知識も巨人の選手の顔が多少わかる程度だったということで、ほぼゼロからのスタートだったと言う。
プロ野球ニュースでは、アシスタントパーソナリティを務めた後、ファームリポーターとしても活躍していた。『週刊ベースボール』（ベースボールマガジン社）にもファーム情報コラムを書いていたことがある。一方で、キャスターを務めていた当時も「一般的感覚も保つため」という両親の考えに従い、週に3日、昼に事務の仕事もしていた。当時睡眠時間は平均3時間ほどで、体もフラフラだったと言う。プロ野球ニュースは1991年3月で降板。自分から降板を申し出たということで、その頃は所属事務所も無い状態だったこともあり、「夜遅い生活がイヤ、間違えるのがイヤ」とネガティブに考え過ぎるようになっていた頃だったと言う。
その後もFM富士でDJを務めた他、プロ野球ナイター中継の副音声やフジテレビ739『プロ野球ニュース19XX』のキャスターを務める。キャスター、パーソナリティとして2000年3月頃まで活動し、その後は結婚を機に主婦業に専念している。

## 出演番組
- プロ野球ニュース（フジテレビ）：アシスタント（1988年4月～1991年3月）
- 野辺山ポップスラインサウンドスラローム（FM富士）：パーソナリティ
- プロ野球ニュース19XX（フジテレビ739）